# Pari 'Koy
Pari 'Koy es una serie de televisión filipina transmitida por GMA Network desde el 9 de marzo hasta el 21 de agosto de 2015. Está protagonizada por Dingdong Dantes y Sunshine Dizon.

## Elenco

### Elenco principal
- Dingdong Dantes como padre Jericho 'Kokoy' Evangelista.
- Sunshine Dizon como Noemi Espíritu-Cruz.
- Chanda Romero como Martha Buenavista.
- Gabby Eigenmann como Jude Banal.

### Elenco secundario
- Luz Valdez como Esther San Pablo.
- Dexter Doria como Salome Marasigan.
- Jillian Ward como Sarah Cruz.
- David Remo como Paul 'Pinggoy' Ramos.
- Carlo Gonzales como Simón Cruz.
- Jeric Gonzales como Eli Marasigan.
- Lindsay De Vera como Ava Buenavista.
- Yul Servo como Fr Alvin Rosario.
- Hiro Peralta como Samuel 'Sam' Evangelista, Jr.
- JC Tiuseco como Timoteo 'Timo' Espíritu.
- Rap Fernández como Solomon 'Sol' Castillo.
- Jojit Lorenzo como Tomas Sacremento.
- Catherine Remperas como Marga Tadeo.
- Jhiz Deocareza como Japet Lazaro.

### Elenco de invitados
- Andrea del Rosario como Cristina de Mesa.
- Leandro Baldemor como Douglas de Mesa.
- Antone Lingenco como Apoy de Mesa.
- Mark Herras como Sandro Gutierrez.
- Kris Bernal como Eloisa Madrigal-Gutierrez.
- Jaime Fabregas como obispo Hilario Baltazar.
- Diego Castro como padre Frederic Abellana.
- Vincent Magbanua como Momong Ramos.
- Rita De Guzman como Jadie Pressman.
- Sheena Halili como Nida Oliviado-Altamira.
- Mike Tan como Dindo Altamira.